# Italienska Derbystoet
Italienska Stoderbyt (it: Premio Oaks del trotto) är en årlig travtävling på Ippodromo Capannelle i Rom i Italien. Treåringa italienskfödda ston varmblodiga travhästar kan delta. Finalen går av stapeln i oktober varje år och körs över 1640 meter med autostart. Förstapris är ca 150 000 euro. Det är Italiens motsvarighet till Derbystoet. Det är ett Grupp 1-lopp, det vill säga ett lopp av högsta internationella klass.
Samma dag körs även motsvarigheten för hingstar det så kallade Italienska Derbyt (it: Derby italiano di trotto).

## Vinnare
| År   | Häst          | Efter           | Kusk                  | Tränare               | Tid    | Odds  |
| ---- | ------------- | --------------- | --------------------- | --------------------- | ------ | ----- |
| 2024 | Follia d'Esi  | Ringostarr Treb | Marco Stefani         | Mauro Baroncini       | 1.13.8 | 3.57  |
| 2023 | Euphoria Bi   | Donato Hanover  | Maurizio Biasuzzi     | Alessandro Gocciadoro | 1.12.5 | 50.32 |
| 2022 | Delicious Gar | Father Patrick  | Alessandro Gocciadoro | Alessandro Gocciadoro | 1.11.6 | 3.57  |
| 2021 | Crystal Pan   | Ideale Luis     | Enrico Bellei         | Enrico Bellei         | 1.12.3 | 14.66 |
| 2020 | Betta Zack    | Rotary Ok       | Andrea Guzzinati      | Alessandro Gocciadoro | 1.12.6 | 3.02  |
| 2019 | Audrey Effe   | Up And Quick    | Andrea Farolfi        | Walter Zanetti        | 1.13.4 | 1.82  |